# Социјалистичка партија слободе
Социјалистичка партија слободе (СПС) је била краткотрајна ванпарламентарна политичка странка у Србији, чији је лидер био Богољуб Бјелица. Настала је у јануару 2007. године, након унутрашњег сукоба у руководству Социјалистичке партије Србије. Престала је са радом 24. априла 2010. године, пошто није успела да прикупи довољан број потписа за пререгистрацију по новом закону.

## Историјат
На Седмом конгресу Социјалистичке партије Србије, почетком децембра 2006. године, дошло је до сукоба три партијске фракције, које су предводили Ивица Дачић, Бранислав Ивковић и Богољуб Бјелица. По отварању седнице конгреса, председавајући Зоран Анђелковић је реч дао Бјелици, који је покушао да прочита писмо Слободана Милошевића, тада још увек председника СПС-а, упућено из Хашког трибунала, у којем тврди да је конгрес нелегалан. Услед негодовања присутних делегата, Бјелица је одустао од читања писма и у пратњи око 40 делегата напустио конгрес. У даљем раду, конгрес је изабрао Ивицу Дачића за новог председника Социјалистичке партије Србије.
Почетком 2007. године, Бјелица је са групом истомишљеника основао Социјалистичку партију слободе, која је регистрована код надлежног државног органа. За председника партије изабран је Богољуб Бјелица.
Партија је 24. априла 2008. године предала Републичкој изборној комисији 12.000 потписа подршке грађана за учешће своје изборне листе на парламентарним изборима 2008. године. Међу активистима партије који су учествовали у предаји изборне листе био је и Александар Вулин.
Социјалистичка партија слободе је престала да постоји 23. априла 2010. године, будући да није успела да прикупи довољан број потписа грађана за пререгистрацију политичке странке, која је била предвиђена новим законом, те је избрисана из регистра политичких странака.